# چله دی بولگریا
چله دی بولگریا (به ایتالیایی: Celle di Bulgheria) یک کومونه در ایتالیا است که در استان سالرنو واقع شده‌است.

## خصوصیات
چله دی بولگریا ۳۱ کیلومترمربع مساحت و ۱٬۹۳۴ نفر جمعیت دارد و ۲۳۴ متر بالاتر از سطح دریا واقع شده‌است.